# Carlyon
Carlyon är en civil parish i Storbritannien.  Den ligger i grevskapet Cornwall och riksdelen England, i den södra delen av landet, 400 km väster om huvudstaden London.